# Домашний чемпионат Великобритании 1928/1929
Домашний чемпионат Великобритании 1928/29 (англ. 1928–29 British Home Championship) — сорок первый розыгрыш Домашнего чемпионата, футбольного турнира с участием сборных четырёх стран Великобритании (Англии, Шотландии, Уэльса и Ирландии). Победу в турнире одержала сборная Шотландии.
В октябре 1928 года Англия в Ливерпуле обыграла Ирландию со счётом 2:1, а Шотландия в Глазго победила Уэльс со счётом 4:2. В следующем месяце англичане на выезде обыграли Уэльс со счётом 3:2. В феврале 1929 года Уэльс и Ирландия сыграли вничью 2:2, затем ирландцы были разгромлены шотландцами в Белфасте со счётом 3:7. В решающем матче турнира между Шотландией и Англией, который прошёл 13 апреля 1929 года, победу с минимальным счётом одержали шотландцы, которые гарантировали себе чемпионский титул.

## Турнирная таблица
| Команда       | И | В | Н | П | МЗ | МП | РМ | О |
| ------------- | - | - | - | - | -- | -- | -- | - |
| Шотландия (Ч) | 3 | 3 | 0 | 0 | 12 | 5  | +7 | 6 |
| Англия        | 3 | 2 | 0 | 1 | 5  | 4  | +1 | 4 |
| Уэльс         | 3 | 0 | 1 | 2 | 6  | 9  | −3 | 1 |
| Ирландия      | 3 | 0 | 1 | 2 | 6  | 11 | −5 | 1 |

## Результаты матчей
| Англия               | 2:1     | Ирландия    |
| -------------------- | ------- | ----------- |
| - Хьюм 26′ - Дин 77′ | (отчёт) | Бамбрик 32′ |

| Шотландия                         | 4:2     | Уэльс               |
| --------------------------------- | ------- | ------------------- |
| - Галлахер 25′ 42′ 49′ - Данн 56′ | (отчёт) | - У. Дейвис 12′ 75′ |

| Уэльс                    | 2:3     | Англия                    |
| ------------------------ | ------- | ------------------------- |
| - Фаулер 55′ - Кинор 88′ | (отчёт) | - Хьюм 11′ 25′ - Хайн 86′ |

| Уэльс                   | 2:2     | Ирландия                            |
| ----------------------- | ------- | ----------------------------------- |
| - Мейз 46′ - Уоррен 50′ | (отчёт) | - Махуд 10′ - Макклагадж 70′ (пен.) |

| Ирландия                      | 3:7     | Шотландия                                               |
| ----------------------------- | ------- | ------------------------------------------------------- |
| - Роули 16′ 42′ - Бамбрик 58′ | (отчёт) | - Галлахер 3′ 9′ 14′ 51′ - Джексон 33′ 82′ - Джеймс 76′ |

| Шотландия | 1:0     | Англия |
| --------- | ------- | ------ |
| Чейн 89′  | (отчёт) |        |

## Победители
| Победитель Домашнего чемпионата 1928/29 |
| Шотландия Двадцать третий титул         |

## Бомбардиры
- 7 голов
  -  Хьюи Галлахер

- 3 гола
  -  Джо Хьюм[англ.]

- 2 гола
  -  Джо Бамбрик
  -  Дик Роули[англ.]
  -  Уилли Дейвис[англ.]
  -  Алекс Джексон[англ.]